# Farallon Capital
Farallon Capital Management, L.L.C. è un hedge fund statunitense multistrategia con sede a San Francisco, in California. Fondata da Tom Steyer nel 1986, l'azienda impiega circa 230 professionisti nel mondo e ha uffici a San Francisco, San Paolo, Tokio, Singapore, Londra, Hong Kong. Farallon gestisce principalmente il capitale per le dotazioni universitarie, le fondazioni e gli individui con un patrimonio netto elevato.
Nel settembre 2022 gestisce un patrimonio (AUM) di 39 miliardi di dollari.

## Storia
Farallon è stata fondata da Tom Steyer nel gennaio 1986 con un capitale iniziale di 15 milioni di dollari.  Ed è stata chiamata così in onore delle Isole Farallon al largo della costa della Baia di San Francisco. Prima di avviare Farallon, Steyer aveva lavorato per la società di private equity Hellman & Friedman con sede a San Francisco, come trader di arbitraggio del rischio sotto Robert Rubin presso Goldman Sachs e nel dipartimento fusioni e acquisizioni aziendali di Morgan Stanley.
Farallon è stato uno dei primi hedge fund a raccogliere fondi da una università. Nel 1987 Steyer, che ha conseguito la laurea a Yale, si è rivolto all'università perché stanziasse fondi da gestire per Farallon. Col tempo la dotazione di Yale è diminuita a causa delle tariffe addebitate da Farallon. David Swensen, responsabile degli investimenti di Yale, aveva infatti concordato con Tom Steyer che Farallon avrebbe inizialmente gestito un dotazione di Yale senza alcun compenso.  Dopo che l'investimento di Yale si rivelò redditizio, molte altre dotazioni universitarie e pensioni iniziarono a investire in hedge fund.

## Strategia di investimento
Farallon sostiene di essere stato il pioniere degli investimenti a rendimento assoluto, un modello incentrato sui rendimenti potenziali e sui rendimenti adeguati al rischio. Farallon investe in varie classi di attività tra cui investimenti di valore, investimenti creditizi, arbitraggio di fusioni, investimenti legati al settore immobiliare e investimenti diretti sia nei mercati sviluppati che in quelli emergenti.  A partire dal 2005, il periodo di gestione varia da due a cinque anni.
Secondo Institutional Investor's Alpha, Steyer si considera "un investitore fondamentale orientato alla ricerca, non un trader".
Farallon pratica anche investimenti internazionali "guidati dagli eventi", trovando società internazionali in difficoltà e aiutando le imprese a ristrutturarsi. Nel 1999, Farallon acquistò una partecipazione diretta in un'azienda calzaturiera argentina, il che contribuì a stabilizzarne la redditività mentre l'Argentina si riprendeva da una crisi economica (1999-2002).
Nel 2002, Farallon acquisì il controllo della Bank Central Asia (BCA), un istituto finanziario indonesiano, per 531 milioni di dollari.  A quel tempo, molte delle banche indonesiane erano sull'orlo del collasso a causa dei cattivi prestiti concessi durante il mandato del presidente Suharto e il paese era visto come pericoloso per gli investimenti stranieri. Farallon vendette la sua partecipazione a scopo di lucro nel 2006. Nell'anno precedente l'investimento di Farallon in Indonesia, nel paese erano affluiti 286 milioni di dollari come investimenti diretti esteri. Dopo l'uscita di Farallon, tale cifra è cresciuta fino a 1 miliardo di dollari nel 2007 e 4 miliardi di dollari nel 2008.
Nel 2007, Farallon, in collaborazione con Simon Property Group e altri hedge fund, ha acquistato Mills Corp, un fondo di investimento immobiliare. Nel 2022 Farallon è diventato uno dei maggiori azionisti della società di elettronica giapponese Toshiba, con una quota di oltre il 6%, e dal 2021 è anche uno dei primi 10 azionisti di Acceleron Pharma.
Nel marzo 2010, Farallon ha annunciato l'intenzione di riorientare i propri investimenti sull'arbitraggio del rischio e sulle scommesse sul credito e di ridurre la propria esposizione azionaria. Inoltre, l'azienda ha affermato che avrebbe divulgato maggiori informazioni ai clienti per "promuovere una cultura più aperta all'interno degli hedge fund".
Nel 2012 Steyer si è separato dall'azienda ed al suo posto è subentrato Andrew JM Spokes, già partner dell'azienda.  In precedenza Spokes aveva supervisionato la gestione del portafoglio e la strategia per il subconsulente esclusivo di Farallon, Noonday Global Management. Aveva anche aperto il primo ufficio internazionale di Farallon a Londra nel 1998.